# Trogus thoracicus
Trogus thoracicus är en stekelart som beskrevs av Cresson 1865. Trogus thoracicus ingår i släktet Trogus och familjen brokparasitsteklar. Inga underarter finns listade i Catalogue of Life.